# Ефект віку батька
Ефект віку батька (віку чоловіка) — це статистична залежність між віком батька при зачатті та біологічним впливом на дитину. Такі наслідки можуть стосуватися ваги тіла при народженні, вроджених розладів, тривалості життя та психологічних наслідків. Огляд 2017 року показав, що хоча існують серйозні наслідки для здоров'я пов'язані із старшим віком батьків, загальне зростання проблем, викликаних віком батьків, є низьким. Хоча вік батьків збільшився з 1960—1970 рр., це не розглядається як серйозна проблема для громадського здоров'я.
Генетична якість сперми, а також її об'єм і рухливість можуть зменшуватися з віком, що дозволило популяційному генетику Джеймса Ф. Кроу стверджувати, що «найбільша мутаційна загроза здоров'ю геному людини — це фертильність чоловіків у старшому віці».
Концепція ефекту батьківського віку була вперше неявно запропонована німецьким лікарем Вільгельмом Вайнбергом у 1912 р. та явно британським психіатром Ліонелем Пенроузом у 1955 р. У контексті батьківства дослідження ДНК розпочалися нещодавно, у 1998 році.

## Вплив на здоров'я
Існують докази впливу батьківського віку на ряд станів, хвороб та інших наслідків. Для багатьох з них статистичні зв'язки є слабкими, і це може бути пов'язане із факторами заплутаності або поведінковими відмінностями. Умови кореляції з віком батьків включають наступне:

### Моногенні мутації
Похилий вік батька може бути пов'язаний з більш високим ризиком деяких генних розладів, викликаних мутаціями генів FGFR2, FGFR3 та RET. До таких станів належать синдром Аперта, синдром Крузона, синдром Пфайффера, ахондроплазія, танатофорна дисплазія, множинна ендокринна неоплазія 2 типу та множинна ендокринна неоплазія типу 2b. Найбільш значущий ефект стосується ахондроплазії (форми карликовості), яка може виникнути приблизно у 1 з 1875 дітей, народжених чоловіками старше 50 років, порівняно з 1 з 15 000 у загальній популяції. Однак ризик ахондроплазії все ще вважається клінічно незначущим. Гени FGFR можуть бути особливо схильні до ефекту батьківського віку через егоїстичну сперматогоніальну селекцію, завдяки чому вплив сперматогоніальних мутацій у літніх чоловіків посилюється, оскільки клітини з певними мутаціями мають селективну перевагу над іншими клітинами (див. Мутації ДНК).

### Вплив на вагітність
Кілька досліджень повідомляли, що похилий вік батька асоціюється з підвищеним ризиком викидня. Сила зв'язку у різних дослідженнях різна. Було висловлено припущення, що ці викидні викликані хромосомними аномаліями в спермі старіючих чоловіків. Припускають, що для вагітностей від чоловіків старше 45 років існує підвищений ризик мертвонародження.

### Вплив на пологи
У систематичному огляді, опублікованому в 2010 році, зроблено висновок, що графік ризику низької ваги тіла при народженні у немовлят з батьківським віком має «блюдцеподібну форму» (U-подібну). Тобто найвищі ризики виникають у молодому та старому віці батьків. Порівняно з віком батьків 25–28 років референтної групи, відношення шансів низької маси тіла дитини при народженні становив приблизно 1,1 для віку батьків від 20 років та приблизно 1,2 для віку батьків 50 років Не було виявлено зв'язку батьківського віку з ризиком передчасних пологів або з ризиком малого плода для даного гестаційного віку.

### Психічні розлади
Поширена думка, що шизофренія асоціюється з похилим віком батьків, але докази цього відсутні. Деякі дослідження розладів аутистичного спектру (АСД), продемонстрували зв'язок між ними та похилим віком батька, хоча такий зв'язок, здається, також спостерігається зі збільшенням віку матері.
В одному дослідженні графік ризику біполярного розладу, особливо для раннього початку захворювання, має J-подібну форму, з найнижчим ризиком для дітей батьків у віці від 20 до 24 років, подвійним ризиком для молодших та потрійним ризиком для віку батька > 50 років. Подібного зв'язку з віком матері немає. Друге дослідження також виявило підвищений ризик шизофренії як у батьків різної статі старше 50 років, так і у чоловіків у віці до 25 років. Відзначається, що ризик, пов'язаний з молодшим віком чоловіка, впливає лише на дітей чоловічої статі.
Дослідження 2010 року показало, що зв'язок між віком батьків та психотичними розладами сильніше пов'язаний з віком жінки, ніж з віком чоловіка.
В огляді 2016 року було зроблено висновок, що механізм виникнення таких зв'язків все ще не ясний. Є докази того, що це може бути результатом селективного упередження стосовно осіб, схильних до психіатричних захворювань, так і докази існування причинних мутацій. Обговорювані механізми не виключають один одного.
В огляді 2017 року було зроблено висновок, що переважна більшість досліджень підтримує наявність зв'язку між старшим батьківським віком, аутизмом та шизофренією, але що є менш переконливі, а також суперечливі докази його асоціацій з іншими психічними захворюваннями.

### Рак
Батьківський вік може бути пов'язаний із підвищеним ризиком розвитку раку молочної залози, але цей зв'язок є слабким.
Згідно з оглядом 2017 року, є послідовні докази зростання захворюваності на гострий лімфобластний лейкоз у дитячому віці з віком батьків. Результати асоціацій з іншими видами раку у дітей більш змішані (наприклад, ретинобластома) або взагалі негативні.

### Цукровий діабет
Старший батьківський вік вважають фактором ризику діабету 1-го типу, але результати досліджень суперечливі, і чіткого зв'язку не встановлено.

### Синдром Дауна
Здається, що батьківський вік може впливати на ризик синдрому Дауна, але цей вплив дуже малий у порівнянні з ефектом віку матері.

### Інтелект
Огляд у 2005 році виявив U-подібну залежність між віком батьків та низькими коефіцієнтами інтелекту (IQ). Найвищий коефіцієнт інтелекту був виявлений у дітей батьків віком 25–29 років; батьки молодші 25 років та старші 29 років, як правило, мають дітей із нижчим коефіцієнтом інтелекту. Він також виявив, що «принаймні півдюжини інших досліджень … продемонстрували значні зв'язки між віком батька та інтелектом людини». У дослідженні 2009 року були обстежені діти у віці 8 місяців, 4 років та 7 років. Було виявлено, що більш високий батьківський вік був пов'язаний з гіршими оцінками майже у всіх використаних нейрокогнітивних тестах, але що вищий материнський вік асоціювався з кращими оцінками за тими ж тестами; це було протилежним тому, що спостерігалося в огляді 2005 р., який виявив, що вік матері почав корелювати з нижчим інтелектом у молодшому віці, ніж вік батька, проте два інші дослідження узгоджувалися результатами дослідженнями 2009 р. У редакційній статті, що супроводжує статтю 2009 року, підкреслюється важливість урахування соціально-економічного статусу в дослідженнях батьківського віку та інтелекту. Дослідження з Іспанії 2010 року також виявило зв'язок між похилим віком батьків та інтелектуальними вадами.
З іншого боку, пізніші дослідження дійшли висновку, що негативні асоціації, про які повідомлялися раніше, можна пояснити іншими факторами, особливо інтелектом батьків та освітою. Повторний аналіз дослідження 2009 року показав, що вплив батьківського віку можна пояснити коригуванням щодо освіти матері та кількості братів і сестер. Шотландське дослідження 2012 року не виявило істотної зв'язку між батьківським віком та інтелектом після коригування того, що спочатку було оберненою U-асоціацією як щодо освіти батьків та соціально-економічного статусу, так і кількості братів і сестер. Дослідження 2013 року, в якому взяли участь півмільйона шведських чоловіків з урахуванням генетичного фактора шляхом порівняння братів і не виявило зв'язку між віком батьків та коефіцієнтом інтелекту дітей. Інше дослідження 2014 року виявило спочатку позитивний зв'язок між віком батьків та коефіцієнтом інтелекту дітей, який зник при коригуванні на коефіцієнт батьківського IQ.

### Очікувана тривалість життя
Стаття 2008 року виявила U-подібний зв'язок між віком батьків та загальною смертністю дітей (тобто смертністю до 18 років). Хоча відносні показники смертності були вищими, абсолютні цифри були низькими через відносно низьку частоту генетичних аномалій. Дослідження зазнало критики за те, що воно не враховує стан здоров'я матері, що може мати великий вплив на дитячу смертність. Дослідники також виявили кореляцію між віком батьків та смертю дітей унаслідок травм або отруєнь, що вказує на необхідність врахування соціальних та поведінкових факторів.
У 2012 році дослідження показало, що більший вік у батьківстві, як правило, збільшує довжину теломер у нащадків до двох поколінь. Оскільки довжина теломер впливає на здоров'я та смертність, це може вплинути на здоров'я та швидкість старіння цих нащадків. Автори припускають, що цей ефект може забезпечити механізм, за допомогою якого населення має деяку пластичність у адаптації довголіття до різних соціальних та екологічних умов.

### Фертильність батька
Огляд 2001 року показав, що у літніх чоловіків менша частота вагітностей партнерок, збільшений час до настання вагітності та вищий рівень безпліддя в певний момент часу. При урахуванні віку партнерки порівняння між чоловіками віком до 30 років та чоловіками старше 50 років виявило відносне зниження показників вагітності партнерок на 23 — 38 %.

## Пов'язані соціально-генетичні характеристики
| Вік батька при народженні | Ризик смерті батька до 18-річчя з дня народження дитини |
| ------------------------- | ------------------------------------------------------- |
| 20                        | 1,5 %                                                   |
| 25                        | 2,2 %                                                   |
| 30                        | 3,3 %                                                   |
| 35                        | 5,4 %                                                   |
| 40                        | 8,3 %                                                   |
| 45                        | 12,1 %                                                  |

Вибір віку розмноження не є випадковим процесом. Це означає, що вплив батьків на вік може бути зумовлений соціальними та генетичними предикторами репродуктивного часу.
Симуляційне дослідження прийшло до висновку, що наявні в епідеміологічній літературі впливи батьківського віку на психічні розлади занадто великі, щоб їх можна було пояснити лише мутаціями. Зроблений висновок, що модель, в якій батьки з генетичною схильністю до психічних захворювань, як правило, пізніше мають дітей, що краще пояснює дані літератури.
Пізній вік батьківства також асоціюється з більш стабільним сімейним середовищем, оскільки старші батьки рідше розлучаються або змінюють партнерів. Старші батьки також, як правило, займають вищі соціально-економічні позиції і повідомляють, що відчувають себе більш відданими своїм дітям і задоволеними своєю сім'єю. З іншого боку, ризик смерті батька до того, як дитина стане дорослою, також зростає з віком батьків.
Щоб скоригувати генетичний вплив, деякі дослідження порівнюють повних братів і сестер. Крім того, або як альтернатива, дослідження статистично коригуються для деяких або всіх цих заплутаних факторів. Використання порівнянь між братами або сестрами або коригування для більшої кількості коваріатів часто змінює напрямок або величину батьківських вікових ефектів. Наприклад, одне дослідження, засноване на даних фінського перепису, прийшло до висновку, що збільшення смертності потомства з віком батьків можна повністю пояснити втратою батьків. З іншого боку, когортне дослідження на основі населення, яке взяло за основу 2,6 мільйона записів зі Швеції, виявило, що ризик синдрому дефіциту уваги та гіперактивності позитивно асоціюється лише з віком батьків при порівнянні братів і сестер.

## Механізми
Існує кілька гіпотетичних ланцюгів причинно-наслідкових зв'язків, завдяки яким збільшення віку батька може призвести до наслідків для здоров'я. Існують різні типи мутацій геному з різними механізмами мутації:
- ДНК-мутації довжини повторюваної ДНК (наприклад, теломери та мікросателіти), спричинені помилками клітинного поділу
- Точкові мутації ДНК, спричинені помилками клітинного поділу, а також хімічними та фізичними ураженнями, такими як радіація
- хромосомні розриви та перебудови, які можуть відбуватися в неактивній клітині
- епігенетичні зміни, тобто метилювання ДНК, яке може активувати або гальмувати певні гени, що іноді передається від батьків до дитини

### Довжина теломер
Теломери — це повторювані генетичні послідовності на обох кінцях кожної хромосоми, які захищають структуру хромосоми. З віком у чоловіків більшість теломер вкорочується, але теломери сперматозоїдів подовжуються. Нащадки старших батьків мають довші теломери як в спермі, так і в лейкоцитах. Велике дослідження показало позитивний вплив віку батька на довжину теломер, але не віку матері. Оскільки в дослідженні брали участь близнюки, воно не могло порівняти братів і сестер, які з різним віком батька. Було встановлено, що довжина теломер наслідується на 70 % передається.

### Точкові мутації ДНК
На відміну від оогенезу, виробництво сперматозоїдів є процесом протягом усього життя. Щороку після статевого дозрівання сперматогонії (попередники сперматозоїдів) діляться мейозом приблизно 23 рази. До 40 років сперматогоній зазнає близько 660 таких поділів проти 200 у 20 років Помилки копіювання іноді можуть виникати під час реплікації ДНК, що передує цим поділам, що може призвести до нових (de novo) мутацій в ДНК сперматозоїда.
Гіпотеза егоїстичного сперматогоніального відбору передбачає, що вплив сперматогоніальних мутацій у літніх чоловіків ще більше посилюється, оскільки клітини з певними мутаціями мають вибіркову перевагу над іншими клітинами. Така перевага дозволяє збільшувати кількість мутованих клітин за рахунок клональної експансії. Зокрема, мутації, що впливають на шлях RAS, який регулює сперматогоніальну проліферацію, можливо, надають конкурентну перевагу таким сперматогоніальним клітинам, а також призводять до захворювань, пов'язаних із віком батька.

### Епігенетичні зміни

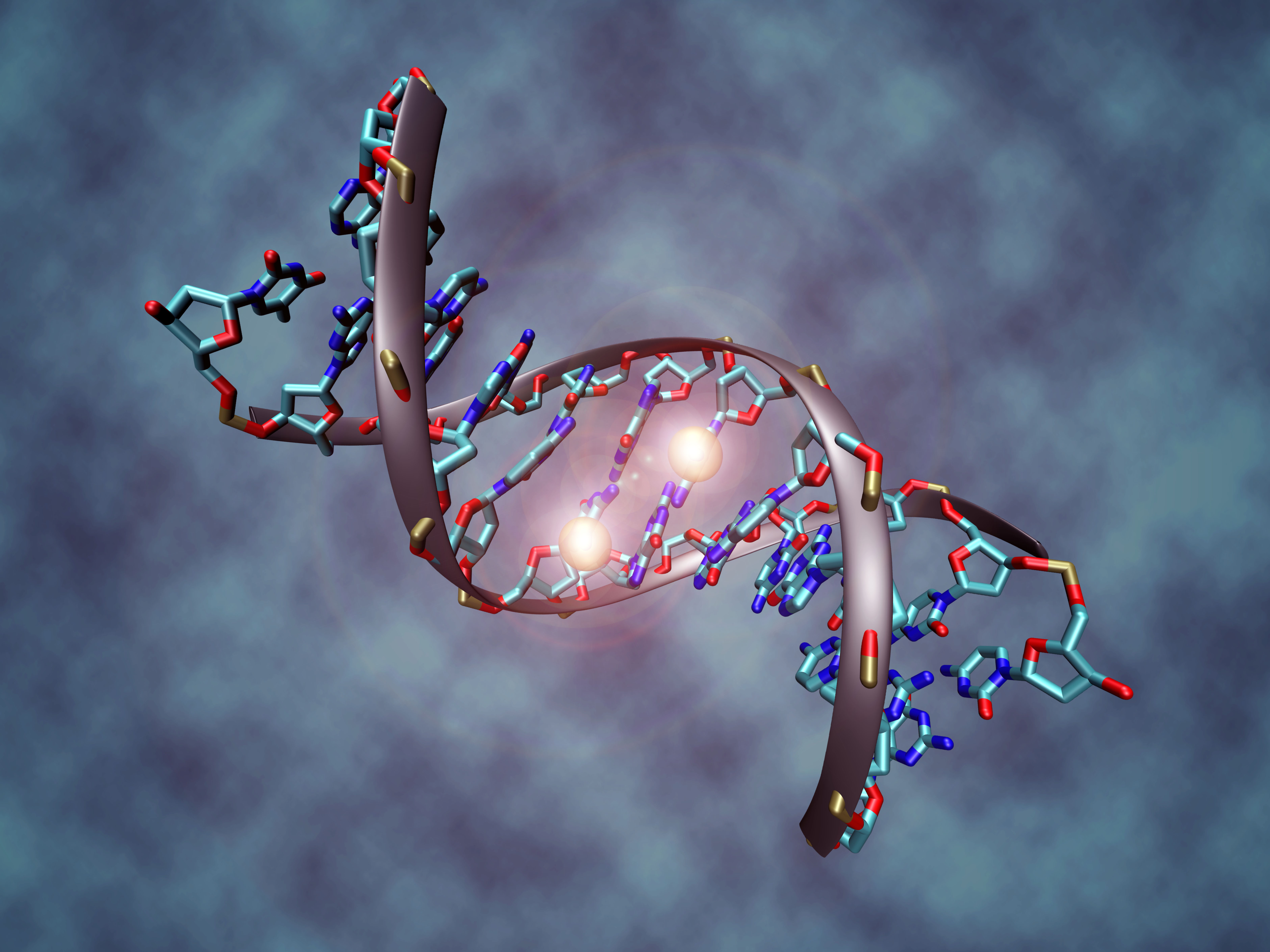
Метилювання ДНК

Виробництво сперматозоїдів включає метилювання ДНК, епігенетичний процес, який регулює експресію генів. Під час цього процесу іноді трапляються неправильний геномний імпринтинг та інші помилки, які можуть вплинути на експресію генів, пов'язаних із певними порушеннями, підвищуючи сприйнятливість потомства. Частота цих помилок збільшується з віком. Це може пояснити зв'язок між віком батька та шизофренією. Батьківський вік впливає на поведінку потомства, можливо, через епігенетичний механізм, який залучає репресор транскрипції REST.

### Сперма
Огляд 2001 року щодо коливань якості сперми та фертильності залежно від віку чоловіків зробив висновок, що літні чоловіки мали менший об'єм сперми, нижчу рухливість сперматозоїдів і знижений відсоток нормальних сперматозоїдів.
Огляд 2014 року показав, що збільшення віку чоловіків пов'язане зі зниженням багатьох ознак сперми, включаючи об'єм сперми та відсоток рухливості. Однак цей огляд також виявив, що концентрація сперматозоїдів не знижувалася зі збільшенням віку чоловіків.

### Х-зчеплені ефекти
Деякі класифікують батьківський віковий ефект як один з двох різних типів. Один з ефектів безпосередньо пов'язаний з похилим батьківським віком та аутосомними мутаціями у потомства. Іншим є непрямий ефект у зв'язку з мутаціями в Х-хромосомі, які передаються дочкам, які потім мають ризик народження синів із Х-зчепленими захворюваннями.

## Історія
Ще в давнину знали про вроджені вади у дітей старших чоловіків і жінок. У шостій книзі «Держава Платона» Сократ стверджував, що чоловіки і жінки повинні мати дітей на «розквіті свого життя» (на думку автора це двадцять у жінки, тридцять — у чоловіка). Він стверджує, що в запропонованому ним суспільстві чоловікам має бути заборонено мати дітей у віці п'ятдесяти років і що нащадки таких союзів повинні вважатися «нащадками темряви та дивної хтивості». Він пропонує застосувати відповідні покарання до правопорушників та їхніх дітей.
У 1912 році Вільгельм Вайнберг, німецький лікар, був першим, хто висунув гіпотезу, що неспадкові випадки ахондроплазії можуть бути більш поширеними у останніх дітей, ніж у дітей, народжених раніше від тієї ж групи батьків. У своїй гіпотезі Вайнберг «не робив відмінності між віком батька, віком матері та порядком народження». У 1953 році Крут використав термін «ефект віку батька» в контексті ахондроплазії, але помилково вважав, що цей стан є результатом вплив віку матері. Ефект батьківського віку для ахондроплазії був описаний Лайонелем Пенроузом у 1955 році. На рівні ДНК про ефект віку батька вперше було повідомлено в 1998 році в рутинних тестах на встановлення батьківства.
Науковий інтерес до впливу віку батька є актуальним, оскільки середній вік батька зріс у таких країнах, як Сполучене Королівство, Австралія та Німеччина а також через те, що рівень народжуваності для батьків у віці 30–54 років зріс між 1980 р. і 2006 р. у США. Можливі причини збільшення середнього віку батька включають збільшення тривалості життя та збільшення кількості розлучень і повторних шлюбів. Незважаючи на недавнє збільшення середнього віку, найстарший батько, задокументований в медичній літературі, народився в 1840 році: Джорджу Айзеку Хьюзу було 94 роки на момент народження сина його другою дружиною, стаття 1935 року в Журналі Американської медичної асоціації вказувала, що його фертильність «було точно і ствердно перевірено медичним шляхом», і він став батьком для дівчинки в 1936 році у віці 96 років У 2012 році двоє 96-річних чоловіків, Нану Рам Джогі та Рамджіт Рагхав, обидва з Індії, стверджували, що того року стали батьками.

## Медична оцінка
Американська колегія медичної генетики рекомендує акушерську ультрасонографію на 18–20 тижнях вагітності у випадках похилого віку батька для оцінки розвитку плода, але зазначає, що ця процедура «навряд чи зможе виявити більшість станів, що становлять інтерес». Вони також відзначають, що не існує стандартного визначення похилого віку батька; що зазвичай визначається як вік 40 років або старше, але ефект збільшується лінійно з віком батька, а не проявляється в будь-якому конкретному віці. Згідно з оглядом 2006 року, будь-які негативні наслідки похилого віку батька «слід зважувати з потенційними соціальними перевагами для дітей, народжених від старших батьків, які, швидше за все, мають досягнення в кар'єрі та у фінансовому забезпеченні».
Генетик Джеймс Ф. Кроу описав мутації, які мають прямий видимий вплив на здоров'я дитини, а також мутації, які можуть бути латентними або мати незначний явний вплив на здоров'я дитини; багато таких незначних або прихованих мутацій дозволяють дитині розмножуватися, але викликають більш серйозні проблеми для онуків, правнуків і наступних поколінь.